# František Měšťan
František Měšťan (28. března 1896 Rychmanov – 15. února 1945 Kounicovy koleje) byl sládkem uherskobrodského pivovaru, odbojářem z období druhé světové války a obětí nacismu.

## Život

### Před druhou světovou válkou
František Měšťan se narodil 28. března 1896 v Rychmanově v rodině v rodině rolníka Jana Měšťana a Františky rozené Mastné. Vystudoval 1. českou státní reálku v Brně, kde maturoval v roce 1914. Po skončení první světové války pak vystudoval odbor chemického inženýrství na České vysoké škole technické rovněž v Brně. Studium ukončil v roce 1923. V roce 1921 se v Brně oženil s Boženou Hlaváčovou, manželům se narodil syn Radomír. Pracoval postupně jako asistent ústavu kvasného průmyslu české techniky v Brně, chemik v uherskobrodském pivovaru a od roku 1935 jako sládek tamtéž. Byl členem Sokola.

### Druhá světová válka

#### Obrana národa
Po německé okupaci v březnu 1939 vstoupil František Měšťan do protinacistického odboje v řadách Obrany národa. Zastával funkci zástupce velitele oblasti Uherský Brod, mj. spoluorganizoval ilegální přechody československých vojáků a letců na Slovensko. V tomto spolupracoval zejména s účetním Gustavem Kašparem a drogistou Františkem Frajtem. V areálu uherskobrodského pivovaru zřídil sklad zbraní. Dne 11. září 1941 byl poprvé zatčen gestapem, nic mu ale nebylo prokázáno a byl propuštěn.

#### Operace Clay
V srpnu 1944 se stal předním spolupracovníkem výsadku Clay, zapojen byl i jeho syn, mezi další spolupracovníky patřili Josef Pelant a Rudolf Babula. Snažil se propojit odbojové organizace v oblasti včetně výsadku Carbon. Do organizace se podařilo proniknout konfidentům gestapa a během její likvidace byl 10. února 1945 zatčen i František Měšťan. Vězněn a vyslýchán byl v brněnských Kounicových kolejích, kde z obavy, aby neprozradil další spolupracovníky, spáchal 15. února 1945 sebevraždu podřezáním žil. Jeho tělo bylo zpopelněno 20. února v brněnském krematoriu.